# Boitumelo Rabale
Boitumelo Rabale, née le 5 août 1996, est une footballeuse internationale lésothienne. Elle évolue au poste de milieu offensive ou d'attaquante aux Mamelodi Sundowns.

## Biographie
En 2018 et 2019, elle joue aux États-Unis et participe au championnat de la National Junior College Athletic Association. En 2020, elle est sacrée meilleure joueuse de la ligue pour avoir marqué 57 buts lors de la saison précédente.
En 2021, elle rejoint la section féminine des Mamelodi Sundowns.
Elle est par ailleurs capitaine de l'Équipe du Lesotho féminine de football.
Elle remporte la Ligue des champions féminine de la CAF 2023, inscrivant un but en finale contre les Marocaines du Sporting Club Casablanca.